# Noemi Wigdorowicz-Makowerowa
Noemi Wigdorowicz-Makowerowa (ur. 24 listopada 1912 w Warszawie, zm. 7 lutego 2015 w Sztokholmie) – polska lekarz oraz lekarz stomatolog żydowskiego pochodzenia, wieloletni pracownik naukowy Akademii Medycznej we Wrocławiu.

## Życiorys
Urodziła się w rodzinie żydowskiej. W 1937 ukończyła studia na Wydziale Lekarskim Uniwersytetu Warszawskiego, a w 1939 na Akademii Stomatologicznej (również w rodzinnym mieście). Podczas II wojny światowej, w 1940 została przesiedlona do getta warszawskiego, gdzie pracowała w szpitalu chirurgicznym przy ulicy Leszno 1 oraz była kierowniczką gabinetu stomatologiczego w ambulatorium gminnym. Latem 1942, podczas wielkiej akcji wysiedleńczej, wzięła ślub z Henrykiem Makowerem. 24 stycznia 1943 oboje bezskutecznie próbowali wydostać się z getta, co udało się trzy dni później, gdy na stronę aryjską przejechali z grupą placówkarzy. Początkowo znaleźli schronienie w mieszkaniu rodziny Paluchów. Przez ponad 18 kolejnych miesięcy ukrywali się w Miłośnie pod Warszawą pod opieką przyjaciół i doktora Emila Palucha.
W sierpniu 1944 w Lublinie wstąpiła jako ochotnik do Ludowego Wojska Polskiego, gdzie pełniła funkcję ordynatora pododdziału Szczękowego Oddziału Chirurgii Szpitala Ewakuacyjnego nr 62. W 1946 została starszym asystentem Kliniki Stomatologicznej Uniwersytetu Wrocławskiego i Politechniki Wrocławskiej. W 1949 doktoryzowała się – promotorem jej pracy doktorskiej był Witold Grabowski. W 1963 habilitowała się, a w 1977 uzyskała tytuł profesora nadzwyczajnego. W latach 1964–1983 była kierownikiem Katedry Protetyki Stomatologicznej Akademii Medycznej we Wrocławiu. W latach 1982–1984 była członkiem Komitetu Ekologicznego Polskiej Akademii Nauk, a w latach 1967–1984 kierownikiem zespołu ds. profilaktyki fluorkowej przy MZiOS. W latach 1958–1960 odbyła staż naukowy w Instytucie Dentystycznym w Genewie.
Była wieloletnim członkiem Polskiego Towarzystwa Stomatologicznego – w latach 1976–1979 przewodnicząca zarządu oddziału wrocławskiego. Od 1968 była członkiem ZBoWiD. W latach 1964–1984 była członkiem PZPR. W 1986 wyjechała do Szwecji, gdzie od wielu lat mieszkała jej najbliższa rodzina. Pochowana na Cmentarzu św. Wawrzyńca we Wrocławiu.

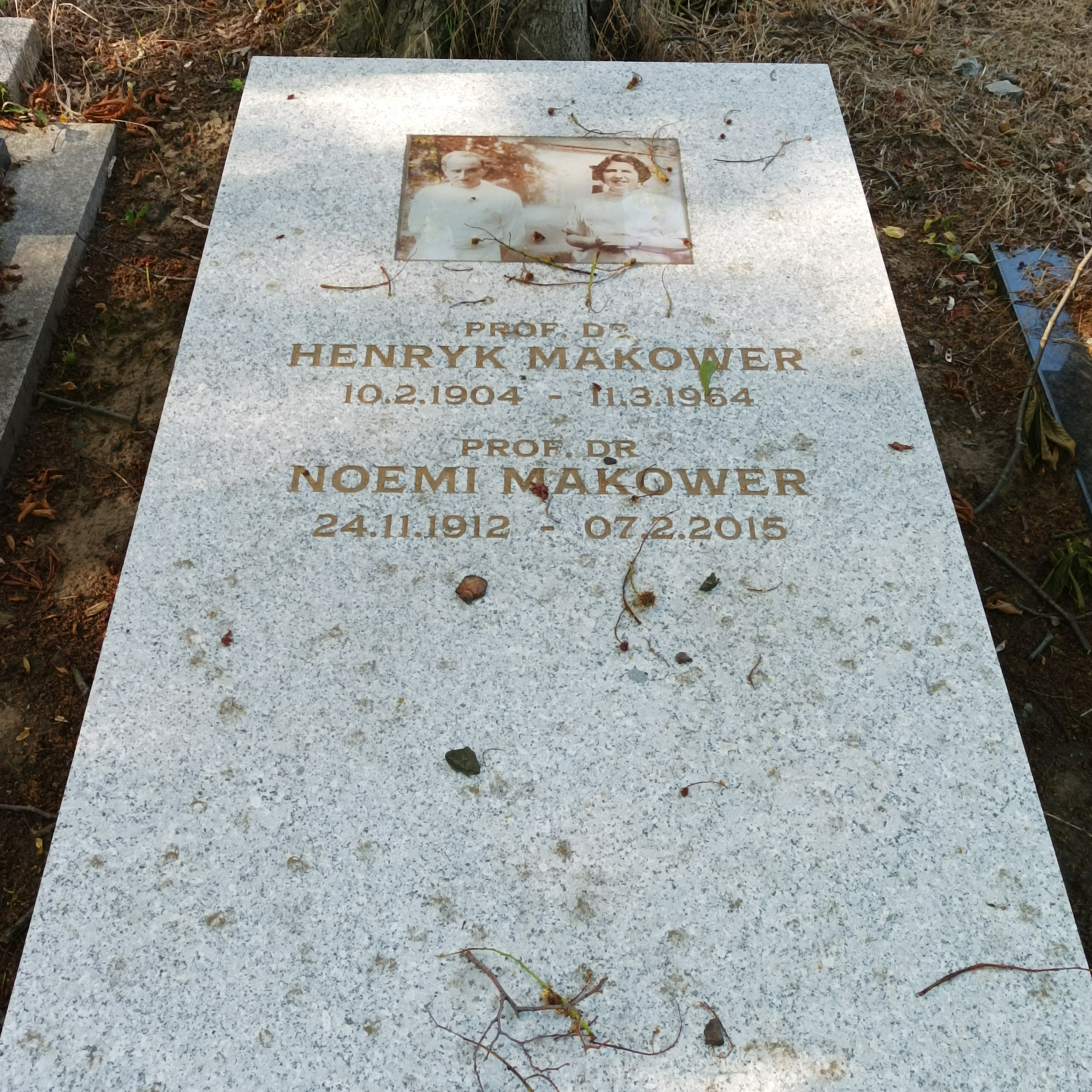
Grób prof. Henryka i prof. Noemi Makower na Cmentarzu św. Wawrzyńca we Wrocławiu

## Osiągnięcia
Opracowała ulepszone metody rehabilitacji protetycznej narządu żucia w artropatiach stawów skroniowo-żuchwowych, parodontopatiach i wadach zgryzu. Wprowadziła biologiczno-czynnościowe metody leczenia zaburzeń czynnościowych układu stomatognatycznego. Była popularyzatorką i osobą, która wprowadziła w Polsce fluorkową profilaktykę próchnicy zębów w postaci fluorkowania wody pitnej we Wrocławiu i trzydziestu innych miejscowościach.
Wypromowała szesnastu doktorów nauk medycznych i trzech doktorów habilitowanych, m.in. Bogumiła Płonkę w 1970, Franciszka Mraza w 1977 oraz Czesława Grodzkiego w 1978 roku.

## Publikacje
Noemi Wigdorowicz-Makower jest autorką ponad 220 prac w polskiej i zagranicznej prasie medycznej, m.in.:
- 1984 – Zaburzenia czynnościowe narządu żucia
- 1977 – Profilaktyka fluorkowa próchnicy zębów
- 1977 – Próchnica zębów w świetle statystyki
- 1955 – Fluor w stomatologii

W 1996 we Wrocławiu nakładem wydawnictwa Erechtejon wydała książkę pt. Miłość w cieniu śmierci: wspomnienia z getta warszawskiego, gdzie opisała swoje przeżycia.

## Odznaczenia
- Krzyż Kawalerski Orderu Odrodzenia Polski
- Złoty Krzyż Zasługi
- Srebrny Krzyż Zasługi
- Odznaka Zasłużony Nauczyciel PRL
- Odznaka Zasłużony Lekarz PRL
- Odznaka „Za wzorową pracę w służbie zdrowia”
- Odznaka „Budowniczy Wrocławia”